# Neutrino
Neutrino (tiếng Việt đọc là: Nơ-tri-nô, được ký hiệu bằng ký tự Hy Lạp {\displaystyle \nu }) là một fermion (một hạt sơ cấp có spin bán nguyên {\displaystyle 1/2}) chỉ tương tác với các hạt sơ cấp khác thông qua tương tác hạt nhân yếu và tương tác hấp dẫn. Khối lượng của neutrino nhỏ hơn rất nhiều so với khối lượng của các hạt cơ bản khác từng được biết đến. Neutrino lớn bằng khoảng 1 yoctomet(ym).
Tên gọi của neutrino xuất phát từ hai tính chất cơ bản, ấy là trung hòa về điện (neutral-) và khối lượng nghỉ rất nhỏ (-ino). Tương tác hạt nhân yếu có khoảng cách tác dụng rất ngắn, tương tác hấp dẫn thì gần như là bằng không ở thang độ lớn hạ nguyên tử, còn bản thân neutrino lại là một lepton do đó không thể tham gia tương tác hạt nhân mạnh. Ba yếu tố kể trên dẫn đến khả năng tương tác cực kỳ yếu của neutrino: hạt này có thể đi xuyên qua một độ dày vật chất rất lớn (độ dài thiên văn) mà không gây ra một tương tác nào.
Tương tác hạt nhân yếu, hay gọi tắt là tương tác yếu, tạo ra một neutrino thuộc một trong ba "hương" bao gồm electron neutrino (ký hiệu {\displaystyle \nu _{e}}), muon neutrino ({\displaystyle \nu _{\mu }}) hoặc tau neutrino ({\displaystyle \nu _{\tau }}) và một lepton mang điện ({\displaystyle e}, {\displaystyle \mu }, hoặc {\displaystyle \tau }) có cùng hương với neutrino. Mặc dù trong một thời gian dài, neutrino được tin là không có khối lượng, hiện nay chúng ta đã biết rằng có ba trạng thái khối lượng khác nhau của neutrino, và các trạng thái này không tương ứng với các trạng thái hương vừa nêu ở trên. Một neutrino luôn được tạo ra trong một tương tác yếu, với một trạng thái hương xác định. Theo cơ học lượng tử, trạng thái hương này là sự chồng chập của cả ba trạng thái khối lượng. Hệ quả của sự chồng chập này là hiện tượng dao động neutrino, trong đó neutrino có thể thay đổi hương của mình. Ví dụ, một electron neutrino được sinh ra từ một phân rã beta có thể được một máy đo đặt ở xa nhận biết như một muon neutrino hoặc tau neutrino. Cho đến thời điểm hiện tại, chúng ta chỉ mới biết được hai hiệu số bình phương khối lượng, ấy là {\displaystyle \Delta m_{21}^{2}} (giữa trạng thái khối lượng {\displaystyle \nu _{1}}và {\displaystyle \nu _{2}}) và {\displaystyle |\Delta m_{32}^{2}|} (giữa trạng thái khối lượng {\displaystyle \nu _{2}}và {\displaystyle \nu _{3}}, dấu giá trị tuyệt đối thể hiện rằng chúng ta chưa biết rõ giữa {\displaystyle \nu _{2}}và {\displaystyle \nu _{3}}, trạng thái nào có khối lượng lớn hơn). Các quan sát vũ trụ học chỉ ra rằng tổng khối lượng ba trạng thái của neutrino phải nhỏ hơn một phần triệu khối lượng của một electron.
Tương ứng với mỗi neutrino, tồn tại một phản hạt neutrino cũng mang spin bán nguyên và trung hòa về điện. Hạt và phản hạt neutrino được tách biệt với nhau bởi đối nghịch dấu về số lượng tử lepton (gọi tắt là số lepton) và đối nghịch chiral. Để bảo toàn số lepton, trong phân rã beta(+), electron neutrino được tạo ra cùng với positron (phản hạt electron) chứ không phải với electron. Tương tự như vậy, trong phân rã phản beta (hay nhiều người còn gọi là phân rã beta-), một phản electron neutrino sẽ được tạo ra cùng với một electron.
Neutrino có thể được tạo ra theo nhiều cách, bao gồm: Phân rã beta của các hạt nhân nguyên tử hoặc của các hadron, các phản ứng hạt nhân (như trong các nhà máy điện nguyên tử, trong lõi của các ngôi sao) hoặc khi sử dụng các chùm tia năng lượng cao bắn phá các bia nguyên tử. Phần lớn neutrino trên Trái Đất đến từ các phản ứng nhiệt hạt nhân xảy ra trong lòng Mặt Trời. Trên bề mặt Trái Đất, ước tính khoảng {\displaystyle 6.5\times 10^{10}} hay 65 tỷ neutrino đến từ Mặt Trời đi xuyên qua một centimeter vuông diện tích mỗi giây. Neutrino hoàn toàn có thể được tạo ra một cách nhân tạo trong các máy gia tốc hạt hoặc các lò phản ứng hạt nhân.
Hiện nay, các hoạt động nghiên cứu liên quan tới neutrino đang được tập trung đầu tư rất mạnh với mục đích là tìm được khối lượng của neutrino, đo đạc góc pha quyết định sự vi phạm đối xứng CP (góc pha này có vai trò quan trọng trong việc hiểu về hiện tượng leptogenesis diễn ra ngay sau Big Bang), tìm kiếm các dấu hiệu của vật lý ngoài Mô Hình Chuẩn (phân rã beta kép không neutrino hay sự vi phạm số lepton). Neutrino cũng có thể được sử dụng trong kỹ thuật thấu ảnh tomography để phân tích các hiện tượng diễn ra trong lòng Trái Đất.

## Lịch sử

### Giả thuyết Pauli
Neutrino được nhắc đến đầu tiên bởi Wolfgang Pauli vào năm 1930 để giải thích cho việc bảo toàn năng lượng, động lượng và mô men động lượng (spin) trong phân rã beta. Trái ngược với Niels Bohr, người đã đề xuất rằng bảo toàn năng lượng là một hiện tượng mang tính thống kê nhằm giải thích phổ năng lượng liên tục của electron thoát ra từ phân rã beta, Pauli giả thiết rằng có một loại hạt không quan sát được, phát sinh cùng với electron trong phân rã và do đó mang đi một phần năng lượng. Ông gọi hạt này là "neutron", sử dụng hậu tố -on giống như proton hay electron.
Sau đó hai năm, vào năm 1932, James Chadwick đã tìm ra một loại hạt mới trong cấu phần của hạt nhân nguyên tử, nặng gần bằng proton và cũng đặt tên cho nó là neutron, dẫn đến việc hai loại hạt có cùng một tên gọi. Pauli (vào năm 1932) đã dùng tên gọi "neutron" để chỉ cả hai loại hạt (hạt trung hòa giúp bảo toàn năng lượng trong phân rã beta và một hạt trung hòa được giả thuyết là nằm trong hạt nhân nguyên tử) do ông xem hai hạt này là một. Tên gọi "neutrino" xuất phát từ Enrico Fermi, người đã sử dụng từ này trong một hội nghị ở Paris vào tháng 7 năm 1932 và trong hội nghị Solvay tháng 10 năm 1933. Về sau Pauli cũng bắt đầu sử dụng tên gọi này thay cho "neutron".
Trong lý thuyết Fermi về phân rã beta, neutron - khám phá của Chadwick - có thể phân rã thành một proton, một electron cùng với một hạt trung hòa nhỏ hơn:
{\displaystyle n^{0}\rightarrow p^{+}+e^{-}+{\bar {\nu }}_{e}}
Trong một bài báo khoa học viết năm 1934, Fermi đã kết hợp giả thuyết neutrino của Pauli, lý thuyết positron của Paul Dirac và mô hình neutron-proton của Werner Heisenberg trong một khuôn khổ lý thuyết khá vững chắc. Chính lý thuyết của Fermi đã đặt nền móng cho các công trình nghiên cứu thực nghiệm sau này về tương tác yếu nói chung và vật lý neutrino nói riêng. Tuy nhiên, tạp chí Nature đã từ chối đăng kết quả của Fermi vì cho rằng lý thuyết này "quá xa vời so với thực tế". Fermi đã nộp bài báo đó cho một tạp chí chuyên ngành tại ý và được chấp thuận cho đăng, nhưng vì lý thuyết của ông thu hút được quá ít quan tâm của cộng đồng khoa học tại thời điểm đó, ông đã chuyển sang nghiên cứu vật lý thực nghiệm.
Tuy nhiên, ngay trước năm 1934, người ta đã tìm ra một bằng chứng thực nghiệm đi ngược lại với ý tưởng của Bohr về việc năng lượng không được bảo toàn trong phân rã beta. Tại hội nghị Solvay năm 1934, kết quả từ các phép đo phổ năng lượng của các electron trong các phân rã beta đã chỉ ra rằng tồn tại một giới hạn năng lượng (một cận trên) của electron (không có một phân rã nào có thể sinh ra electron với năng lượng lớn hơn giới hạn này). Một giới hạn năng lượng như vậy phải là kết quả của định luật bảo toàn năng lượng bởi nếu năng lượng chỉ được bảo toàn một cách thống kê như ý tưởng của Bohr, sẽ phải có chí ít vài phân rã trong đó năng lượng của electron lớn hơn giới hạn được tìm thấy. Lời giải thích đơn giản cho hiện tượng phổ năng lượng liên tục của electron trong phân rã beta chính là có một loại hạt mới, mà ta chưa quan sát được, đã mang đi một phần năng lượng phân rã, phần còn lại chính là năng lượng của electron mà ta quan sát được. Pauli đã lợi dụng phát hiện mới này để bắt đầu công khai ủng hộ ý tưởng về hạt "neutrino" của mình.

### Phát hiện bằng đo đạc trực tiếp

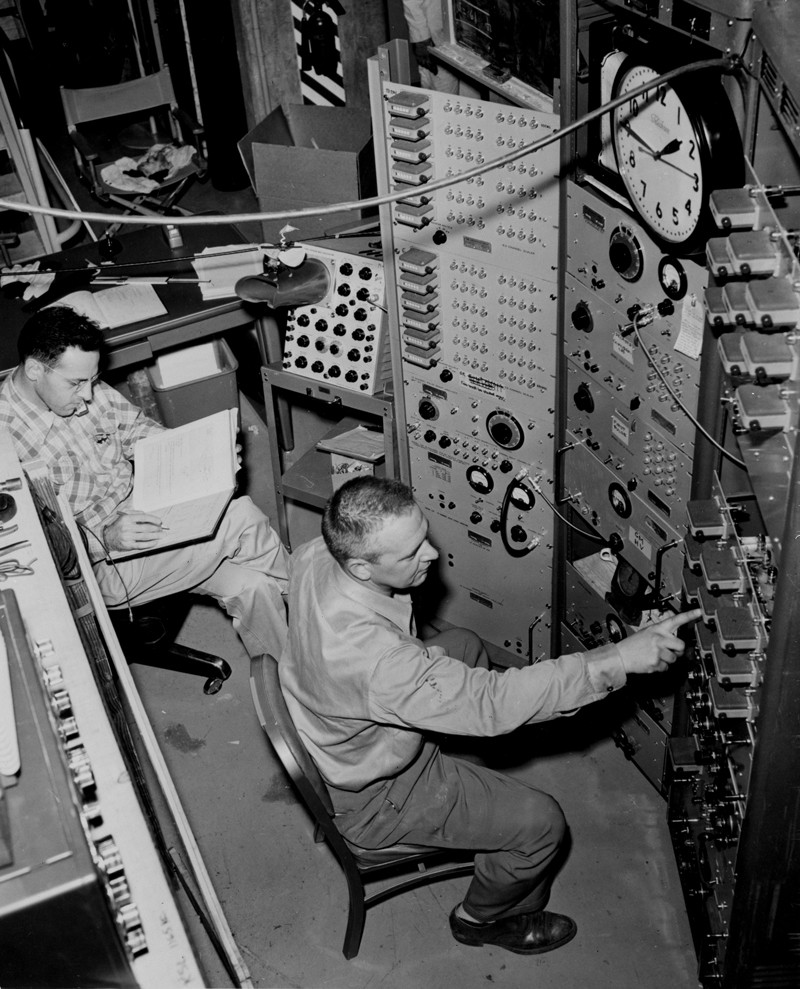
Clyde Cowan đang thực hiện thí nghiệm đo đạc neutrino năm 1956.

Vào năm 1942, Wang Ganchang lần đầu đề xuất việc sử dụng hiện tượng hấp thụ beta để có thể dò neutrino. Trong ấn phẩm của tạp chí Science ra ngày 20 tháng 7 năm 1956, một bài báo dưới tên Clyde Cowan, Frederick Reines, F. B. Harison, H. W. Kruse và A. D. McGuire đã xác nhận việc trực tiếp đo đạc được neutrino, một kết quả tuyệt vời, xứng đáng với giải Nobel năm 1995.
Trong thí nghiệm đầu tiên tìm ra neutrino, mà ngày nay được gọi với tên thí nghiệm Cowan-Reines, các phản neutrino sinh ra từ một lò phản ứng hạt nhân đã tương tác với các proton để tạo ra neutron và positron. Đây được gọi là phản ứng phân rã beta ngược:
{\displaystyle {\bar {\nu }}_{e}+p^{+}\rightarrow n^{0}+e^{+}}
Position là phản hạt của electron nên nhanh chóng bị hủy cặp khi gặp một electron nào đó ở vùng lân cận. Kết quả của sự hủy cặp này là hai tia gamma với năng lượng đặc trưng 0.51 MeV. Neutron có thể được quan sát thông qua việc một hạt nhân sẽ hấp thụ neutron này và giải phóng một bức xạ gamma đặc trưng. Do vậy, dấu hiệu của một neutrino tương tác với máy đo sẽ là 2 dấu hiệu gamma xảy ra gần với nhau, một do hủy positron, một do hấp thụ neutron.

## Phân loại
Có ba loại neutrino sau:
- Neutrino electron νe, xuất hiện cùng lúc với positron trong phân rã beta β dương tính của neutron.
- Neutrino muon νμ, xuất hiện trong phân rã pi π của hạt meson.
- Neutrino tau ντ

| Neutrino / Phản neutrino                  | Neutrino / Phản neutrino                                    | Neutrino / Phản neutrino | Neutrino / Phản neutrino |
| Tên                                       | Ký hiệu                                                     | Điện tích                | Khối lượng (MeV)         |
| ----------------------------------------- | ----------------------------------------------------------- | ------------------------ | ------------------------ |
| Neutrino electron/ Phản neutrino electron | {\displaystyle \nu _{e}\,/\,{\overline {\nu }}_{e}}         | 0                        | <0,0000025               |
| Neutrino muon / Phản neutrino muon        | {\displaystyle \nu _{\mu }\,/\,{\overline {\nu }}_{\mu }}   | 0                        | <0,17                    |
| Neutrino tau/ Phản neutrino tau           | {\displaystyle \nu _{\tau }\,/\,{\overline {\nu }}_{\tau }} | 0                        | <18,2                    |

## Khối lượng và tương tác hấp dẫn
Neutrino được phát ra trong các vụ nổ siêu tân tinh,nó không có trọng lượng. Nhờ Định luật bảo toàn khối lượng (trong hạt vật chất của vũ trụ nếu trọng lượng bị giảm mà năng lượng vẫn còn thì phải có gì đó bù vào).

## Neutrino đối với thiên văn học
Trong các loại neutrino, chỉ có neutrino điện tử mang giá trị thực tiễn trong thiên văn học do khả năng tương tác rất nhỏ của chúng, nói khác đi là nhờ khả năng xuyên thấu rất lớn của nó. Ví dụ: chiều dài quỹ đạo chuyển động tự do của một hạt neutrino, mang năng lượng 1 MeV, trong kim loại chì là 1018m, ứng với 100 năm ánh sáng. Với khả năng này, neutrino trong vũ trụ dễ dàng xuyên qua các phản ứng hạch nhân trong các sao và mang đi một phần năng lượng đáng kể của sao (thiên văn học neutrino).
Do tính tương tác yếu nên các neutrino rất khó nắm bắt được, và chúng được giả định là một thành phần của vật chất tối trong vũ trụ.

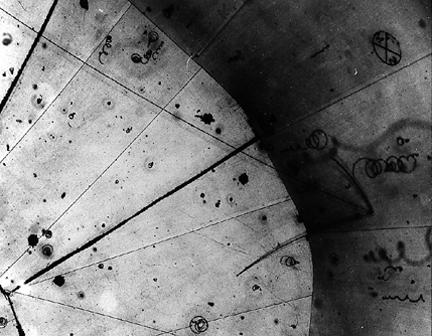
Dấu vết khám phá đầu tiên 13/11/1970

## Ứng dụng
Chế tạo các kính thiên văn neutrino giúp chúng ta khám phá phần lõi của mặt trời.